# Museo Real de Ontario
El Museo Real de Ontario (del inglés: Royal Ontario Museum), conocido como ROM, es un museo de historia natural de Canadá localizado en la ciudad de Toronto, cerca del extremo norte de Queens Park y de la Universidad de Toronto. El Museo Real de Ontario fue fundado en 1912 y fue parte de la universidad hasta 1968; el museo y la universidad trabajan juntos en muchos proyectos.
Es el museo de cultura mundial e historia natural más grande de Canadá. El ROM es el quinto museo más grande de América del Norte, y contiene cerca de seis millones de elementos y más de 40 galerías. Tiene una colección importante de dinosaurios, arte africano y de Oriente, arte de Asia oriental, historia europea e historia de Canadá, también minerales y meteoritos. Posee la colección de fósiles del esquisto de Burgess más grande del mundo, con más de 150 000 especímenes.
Debido al crecimiento de la colección, el Real Museo de Ontario ha tenido que ser ampliado en tres ocasiones. La primera vez en 1933, la segunda en 1978 y la tercera en 2005. Esta última realizada por el arquitecto Daniel Libeskind.

## Historia
El 16 de abril de 1912, la legislatura aprobó el ROM Act para establecer el Museo Real de Ontario. En marzo de 1914 el museo abrió sus puertas al público. El edificio original se situaba cerca de Philosopher’s Walk de la Universidad. El lugar estaba cerca de la Universidad para uso de los estudiantes y profesores, y permitió la expansión del museo al futuro. Después de completar la construcción, muchos de los objetos fueron trasladados desde el Museo de Historia Natural de la Escuela Normal de Toronto.

## El edificio

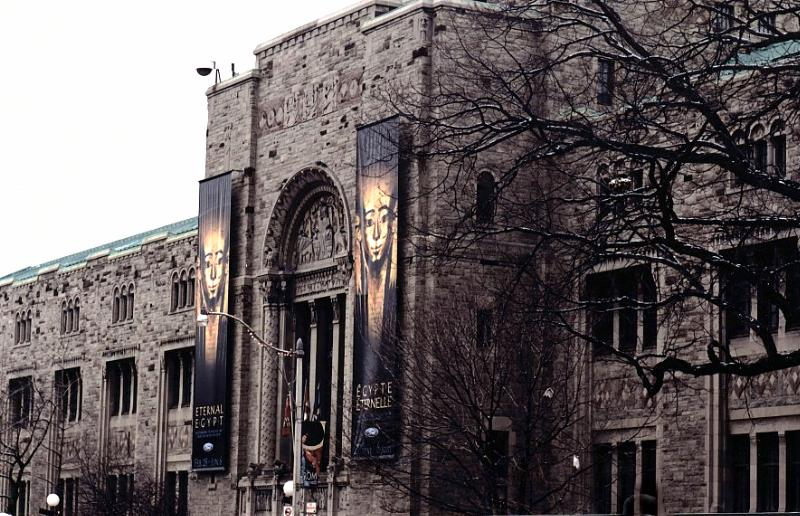
Primitiva fachada orientada al este (2005) del Museo Real de Ontario, construido en 1933.

La primera expansión del museo fue el ala sur en 1933, llevada a cabo durante la Gran Depresión. En la construcción se utilizaron materiales de la zona y se contrataron trabajadores para excavar los cimientos de forma manual.
En octubre de 1968 el ROM abrió el planetario McLaughlin, pero en 1995 no tenía suficientes visitantes para mantenerlo abierto. Con el tiempo, el planetario formó parte de la Universidad.
La segunda mayor ampliación del museo fue el agregado de las galerías aterrazadas de la reina Isabel II (Queen Elizabeth II Terrace Galleries) en el lado norte del edificio y del centro curatorial en el lado sur, obras ambas proyectadas por el arquitecto Gene Kinoshita junto al estudio Mathers & Haldenby. Esta ampliación, proyectada en el año 1978 y comenzada en 1980, fue inaugurada por la reina en persona en el año 1984.
La tercera ampliación del ROM comenzó en 2002, se le denominó “Renacimento del ROM” (“Renaissance ROM”). Los gobiernos federal y provincial contribuyeron con 60 millones de dólares para el proyecto. En el centro de la campaña estuvo el “Cristal de Michael Lee-Chin” o El Cristal (del inglés: Michael Lee-Chin Crystal), ampliación diseñada por el arquitecto Daniel Libeskind. Durante su construcción fueron reformadas las diez galerías históricas, proyecto que pudo finalizarse en el año 2005. El Cristal fue inaugurado en el 2007.

## Las galerías

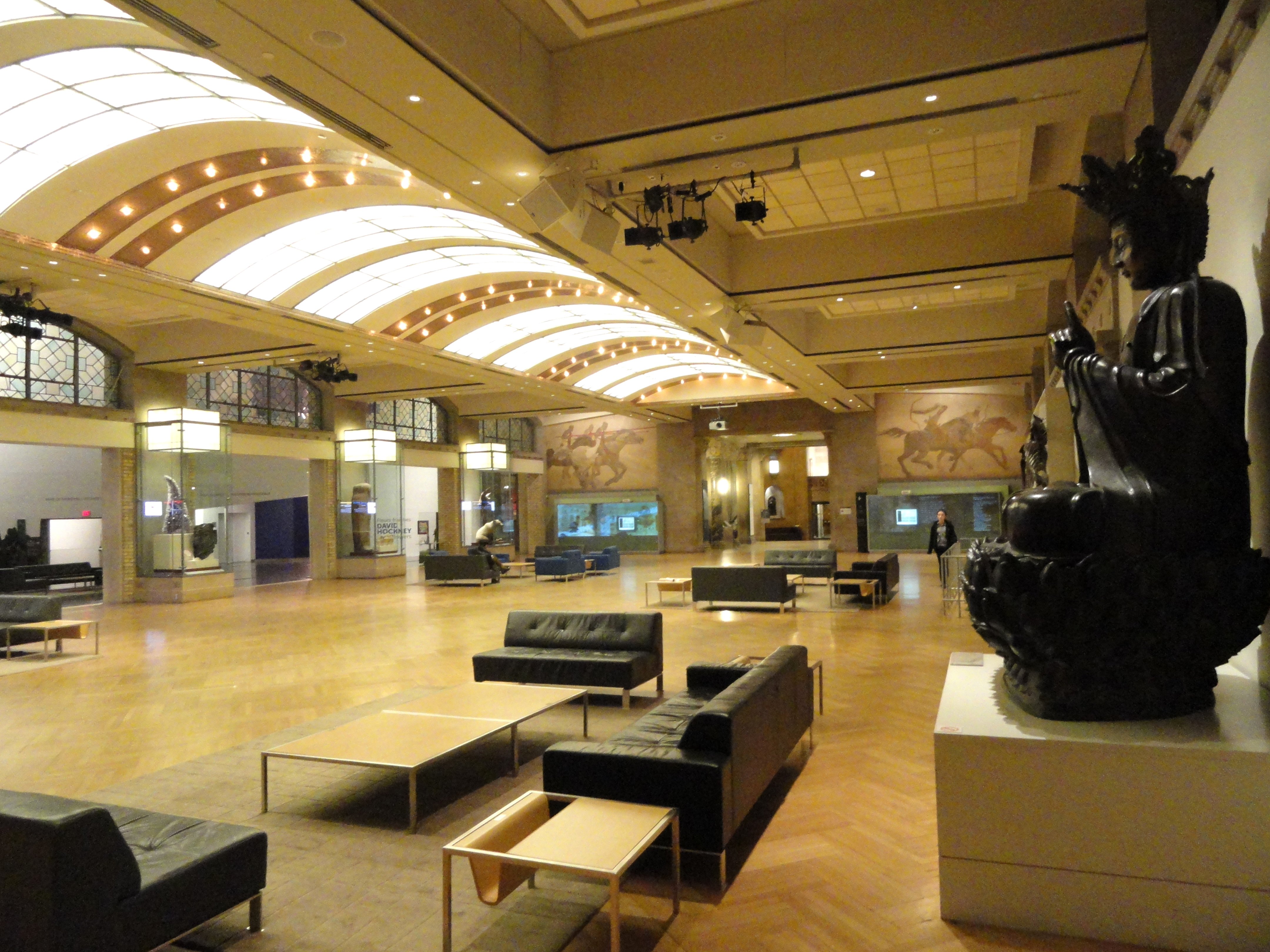
La galería “Currelly”, exposición 20 de noviembre de 2011 en el vestíbulo del Museo Real de Ontario.

Originalmente eran cinco galerías en el ROM.  Una galería para cada disciplina, arqueología, geología, mineralogía, paleontología y zoología. La mayoría de los artefactos estaban en exhibición en vitrinas grandes como en muchos museos de Europa. Las exhibiciones originales solo incluían el nombre de la muestra y su origen. En la segunda mitad del siglo veinte, las exhibiciones comenzaron a incluir más descripciones de las muestras que se exhiben. También las exhibiciones son más interactivas e incluyen escenas de animales en poses naturales. Muchas de las galerías nuevas llevan el nombre de los donantes o personas involucradas con la historia del museo.

### Historia Natural
Las galerías sobre historia natural se sitúan en el segundo piso e incluyen colecciones de aves, murciélagos, peces, insectos, fósiles y otros animales. Las exhibiciones exploran tres temas principales: la vida es diversa, la vida está conectada y la vida está en riesgo.

### Culturas del Mundo
En estas galerías se exhiben desde artefactos prehistóricos de América, África, Europa y Asia hasta objetos del siglo veinte. Las exhibiciones se sitúan en el primer, tercer y cuarto piso.

### Manos a la galería
El ROM tiene una gran galería para los niños donde exploran los artefactos en tres áreas principales: la Tierra, en todo el mundo y cerca de la casa. La galería tiene artefactos que los niños pueden tocar y manipular. También está una zona donde los niños más pequeños pueden jugar con vestuario del mundo y rompecabezas. La zona de “la Tierra” tiene la mayoría de colecciones de historia natural del museo. Los visitantes pueden examinar fósiles, minerales, meteoritos, y muchos otros especímenes. En la zona “en todo el mundo” los visitantes exploran las culturas del mundo desde Canadá hasta el antiguo Egipto. En la zona “cerca de la casa” las familias van a explorar la fauna y la flora de Ontario.

### Instituto de la cultura contemporánea
El Instituto de la Cultura Contemporánea (o ICC) es una gran zona en el cuarto piso de “El Cristal”. Los exposiciones del ICC exhiben la naturaleza y las culturas en la sociedad actual. Exposiciones pasadas incluían fotografías de moda, arte de la calle, arte contemporáneo y diseño de China y Japón. También mostró una exposición de Sebastião Salgado: Génesis.

## Galería de imágenes
| |
| En primer plano, el edificio antiguo del Museo Real de Ontario, en Toronto, Canadá, c.1930, con el Park Plaza Hotel al fondo. |

| |
| Entrada orientada al este del Museo Real de Ontario. Fotografía tomada el 29 de diciembre de 2005, antes de realizada la ampliación del arquitecto Daniel Libeskind. |

| |
| Vista oeste de “El Cristal”, la ampliación del arquitecto Daniel Libeskind, financiada por el magnate y filántropo Michael Lee-Chin. |

|                                                      |
| Escultura con un Guardia Imperial persa (fragmento). |

|                                               |
| Techo de mosaico en el Museo Real de Ontario. |

|                         |
| Panthera tigris tigris. |

|                   |
| Tyrannosaurus rex |

|                                      |
| La galería “Schad” de biodiversidad. |

|                                                   |
| La galería “James and Louise Temerty” de fósiles. |